# Willem Quarles van Ufford
Willem Quarles van Ufford, 1751-1828, was de laatste griffier van de Staten-Generaal onder de Republiek der Verenigde Nederlanden. Hij was telg uit een geslacht dat veel bestuurders en ambtenaren heeft voortgebracht.
In 1779 huwde hij met Maria de Blocq de Kuffeler, met wie hij zes kinderen kreeg, onder wie Jacques Jean Quarles van Ufford die enige tijd minister van Marine en van Koloniën was. Hij trad in 1773 als agent in dienst van de Staten-Generaal en was van 1778 tot 1788 commies. In dat jaar werd hij ontslagen wegens de benoeming van Hendrik Fagel tot tweede griffier. Op 8 februari 1795 werd hij aangesteld tot tweede griffier en op 23 februari volgde zijn benoeming tot griffier. Als gevolg van de Bataafse Revolutie in dat jaar kwam er einde aan de Republiek der Verenigde Nederlanden en de rol van de Staten-Generaal als hoogste orgaan van de Unie. De Staten-Generaal werden op 1 maart 1796 vervangen door de Nationale Vergadering.
Jhr. mr. Willem Quarles van Ufford was van 1802 tot 1805 lid van het Departementaal Bestuur van Holland.